# I Feel Free
I Feel Free är en låt skriven av Pete Brown och Jack Bruce och lanserad av rockgruppen Cream i december 1966. Brown skrev texten och Bruce musiken. Det är även Jack Bruce som sjunger på inspelningen. Det var gruppens andra singel efter debuten med "Wrapping Paper", och låten blev betydligt mer framgångsrik än den. Musikaliskt är den en kombination av bluesrock och psykedelisk musik. Låten finns med på de amerikanska versionerna av debutalbumet Fresh Cream, medan låten i Storbritannien enbart kom ut på singel.
Den har senare spelats in av The Amboy Dukes på deras självbetitlade debut 1967, och David Bowie på albumet Black Tie White Noise. Den spelades in av Foo Fighters 2005 som b-sida till singeln "DOA".

## Listplaceringar
| Lista (1966-1967) | Position                                 |
| ----------------- | ---------------------------------------- |
| Finland           | 39                                       |
| Nederländerna     | 16                                       |
| Storbritannien    | 11                                       |
| USA               | 116 (Billboard Hot 100 "Bubbling Under") |
| Västtyskland      | 27                                       |